# Marek Čanecký
Marek Čanecký (né le 17 juin 1988 à Banská Bystrica en Tchécoslovaquie) est un coureur cycliste slovaque.

## Biographie
En octobre 2011, il remporte la deuxième étape puis termine deuxième du Grand Prix Chantal Biya, derrière le Camerounais Yves Ngue Ngock.
En 2018, il se classe 33e de l'épreuve contre-la-montre aux championnats d'Europe.
Fin juillet 2019, il est sélectionné pour représenter son pays aux championnats d'Europe de cyclisme sur route. Il s'adjuge à cette occasion la huitième place  du relais mixte.
En 2020, il est sélectionné pour représenter son pays aux championnats d'Europe de cyclisme sur route organisés à Plouay dans le Morbihan.

## Palmarès et résultats

### Palmarès par année
- 2007
  - 3e du Grand Prix P-Nívó
- 2008
  - 2e du championnat de Slovaquie du contre-la-montre espoirs
- 2009
  - 3e du championnat de Slovaquie du contre-la-montre espoirs
- 2010
  -  Champion de Slovaquie du contre-la-montre espoirs
- 2011
  - 1re étape du Tour de la Marmara
  - 2e étape du Grand Prix Chantal Biya
  - 2e du Grand Prix Chantal Biya
  - 3e du championnat de Slovaquie sur route
  - 3e du Tour of Vojvodina I
- 2013
  - 2e du Tour de Vysočina
- 2014
  - 3e de la Visegrad 4 Bicycle Race - GP Hungary
- 2015
  - 2e étape du Tour de Hongrie
  - 2e du Kirschblütenrennen
  - 3e du Tour de Sebnitz
- 2016
  -  Champion de Slovaquie du contre-la-montre
  - Visegrad 4 Bicycle Race - GP Hungary
  - Grand Prix Südkärnten
- 2017
  -  Champion de Slovaquie du contre-la-montre
- 2018
  -  Champion de Slovaquie du contre-la-montre
- 2019
  - 2e et 3e étapes du Grand Prix Chantal Biya
  - 2e du Grand Prix Chantal Biya
  - 3e du Tour du Sénégal
- 2022
  - 2e du championnat de Slovaquie du contre-la-montre
- 2023
  - 3e du championnat de Slovaquie du contre-la-montre

### Classements mondiaux
| Année           | 2007 | 2008 | 2009 | 2010   | 2011 | 2012 | 2013 | 2014 | 2015 | 2016 | 2017 |
| --------------- | ---- | ---- | ---- | ------ | ---- | ---- | ---- | ---- | ---- | ---- | ---- |
| UCI Africa Tour |      |      |      | 163e   |      | 35e  | 188e |      |      |      |      |
| UCI Europe Tour | 677e |      |      | 1 147e | 413e |      |      | 579e | 447e | 342e | 680e |